# Seznam premiérů Moldavska

Vlajka předsedy vlády Moldavska

Předseda vlády Moldavské republiky je hlavou moldavské vlády. Je jmenován moldavským prezidentem a vykonává výkonnou moc. Tento seznam ukazuje premiéry Moldavska v letech 1917–1918 a od roku 1940.

## Moldavská demokratická republika(1917–1918)
| Č. | Portrét | Jméno                         | Nástup do úřadu     | Opuštění úřadu                  | Prezident               |
| -- | ------- | ----------------------------- | ------------------- | ------------------------------- | ----------------------- |
| 1  |         | Pantelimon Erhan (1884–1971)  | 7/20. prosince 1917 | 13./26. ledna 1918              | Ion Inculeț (1917–1918) |
| 2  |         | Daniel Ciugureanu (1885–1950) | 16./29. ledna 1918  | 8./21. dubna 1918               | Ion Inculeț (1917–1918) |
| 3  |         | Petru Cazacu (1873–1956)      | 9./22. dubna 1918   | 29. listopadu/12. prosince 1918 | Ion Inculeț (1917–1918) |

## Moldavská sovětská socialistická republika(1940–1991)

### Předsedové Rady lidových komisařů (1940–1946)
| Č. | Portrét | Jméno                          | Nástup do úřadu | Opuštění úřadu | Vláda        | Strana | Strana                        |
| -- | ------- | ------------------------------ | --------------- | -------------- | ------------ | ------ | ----------------------------- |
| 1  |         | Tihon Konstantinov (1898–1957) | 2. srpna 1940   | 17. dubna 1945 | Konstantinov |        | Komunistická strana Moldavska |
| 2  |         | Nicolae Coval (1904–1970)      | 17. dubna 1945  | 4. ledna 1946  | Coval        |        | Komunistická strana Moldavska |
| 3  |         | Gherasim Rudi (1907–1982)      | 5. ledna 1946   | 4. dubna 1946  | Rudi         |        | Komunistická strana Moldavska |

### Předsedové Rady ministrů (1946–1991)
| Č. | Portrét | Jméno                          | Nástup do úřadu   | Opuštění úřadu    | Vláda       | Strana | Strana                        |
| -- | ------- | ------------------------------ | ----------------- | ----------------- | ----------- | ------ | ----------------------------- |
| 1  |         | Gherasim Rudi (1907–1982)      | 4. dubna 1946     | 23. ledna 1958    | Rudi        |        | Komunistická strana Moldavska |
| 2  |         | Alexandru Diordiță (1911–1996) | 23. ledna 1958    | 15. dubna 1970    | Diordiță    |        | Komunistická strana Moldavska |
| 3  |         | Petru Pascari (* 1929)         | 15. dubna 1970    | 1. srpna 1976     | Pascari I.  |        | Komunistická strana Moldavska |
| 4  |         | Semion Grossu (* 1934)         | 1. srpna 1976     | 30. prosince 1980 | Grossu      |        | Komunistická strana Moldavska |
| 5  |         | Ion Ustian (* 1939)            | 30. prosince 1980 | 24. prosince 1985 | Ustian      |        | Komunistická strana Moldavska |
| 6  |         | Ivan Calin (1935–2012)         | 24. prosince 1985 | 10. ledna 1990    | Calin       |        | Komunistická strana Moldavska |
| 7  |         | Petru Pascari (* 1929)         | 10. ledna 1990    | 26. května 1990   | Pascari II. |        | Komunistická strana Moldavska |
| 8  |         | Mircea Druc (* 1941)           | 26. května 1990   | 22. května 1991   | Druc        |        | Lidová fronta Moldavska       |

## Moldavská republika(od 1991)
| Č. | Portrét               | Jméno                          | Nástup do úřadu    | Opuštění úřadu     | Volby            | Vláda                   | Strana | Strana                                  | Prezident                    |
| -- | --------------------- | ------------------------------ | ------------------ | ------------------ | ---------------- | ----------------------- | ------ | --------------------------------------- | ---------------------------- |
| 1  |                       | Valeriu Muravschi (1949–2020)  | 28. května 1991    | 1. července 1992   | —                | Muravschi               |        | Lidová fronta Moldavska                 | Mircea Snegur (1990–1997)    |
| 2  |                       | Andrei Sangheli (* 1944)       | 1. července 1992   | 24. ledna 1997     | —                | Sangheli I.             |        | Demokratická agrární strana Moldavska   | Mircea Snegur (1990–1997)    |
| 2  | 1994                  | Andrei Sangheli (* 1944)       | 1. července 1992   | 24. ledna 1997     | Sangheli II.     |                         |        | Demokratická agrární strana Moldavska   | Mircea Snegur (1990–1997)    |
| 3  |                       | Ion Ciubuc (1943–2018)         | 24. ledna 1997     | 1. února 1999      | —                | Ciubuc I.               |        | Aliance pro demokracii a reformy        | Mircea Snegur (1990–1997)    |
| 3  | 1998                  | Ion Ciubuc (1943–2018)         | 24. ledna 1997     | 1. února 1999      | Ciubuc II.       |                         |        | Aliance pro demokracii a reformy        | Mircea Snegur (1990–1997)    |
| –  |                       | Ion Sturza (* 1960)            | 19. února 1999     | 12. března 1999    | —                | Sturza                  |        | Aliance pro demokracii a reformy        | Petru Lucinschi (1997–2001)  |
| 4  | 12. března 1999       | Ion Sturza (* 1960)            | 21. prosince 1999  |                    | —                | Sturza                  |        | Aliance pro demokracii a reformy        | Petru Lucinschi (1997–2001)  |
| 5  |                       | Dumitru Braghiș(* 1957)        | 21. prosince 1999  | 19. dubna 2001     | —                | Braghis                 |        | nestraník                               | Petru Lucinschi (1997–2001)  |
| 6  |                       | Vasile Tarlev (* 1963)         | 19. dubna 2001     | 31. března 2008    | 2001             | Tarlev I.               |        | Strana komunistů Moldavské republiky    | Vladimir Voronin (2001–2009) |
| 6  | 2005                  | Vasile Tarlev (* 1963)         | 19. dubna 2001     | 31. března 2008    | Tarlev II.       |                         |        | Strana komunistů Moldavské republiky    | Vladimir Voronin (2001–2009) |
| 7  |                       | Zinaida Greceanîiová (* 1956)  | 31. března 2008    | 14. září 2009      | —                | Greceanîiová I.         |        | Strana komunistů Moldavské republiky    | Vladimir Voronin (2001–2009) |
| 7  | 2009/04               | Zinaida Greceanîiová (* 1956)  | 31. března 2008    | 14. září 2009      | Greceanîiová II. |                         |        | Strana komunistů Moldavské republiky    | Vladimir Voronin (2001–2009) |
| –  |                       | Vitalie Pîrlog (* 1974)        | 14. září 2009      | 25. září 2009      | —                |                         |        | Strana komunistů Moldavské republiky    | Mihai Ghimpu (2009–2010)     |
| 8  |                       | Vladimir Filat (* 1969)        | 25. září 2009      | 25. dubna 2013     | 2009/07          | Filat I.                |        | Liberálně demokratická strana Moldavska | Mihai Ghimpu (2009–2010)     |
| 8  | Vladimir Filat (2010) | Vladimir Filat (* 1969)        | 25. září 2009      | 25. dubna 2013     | 2009/07          | Filat I.                |        | Liberálně demokratická strana Moldavska |                              |
| 8  | 2010                  | Vladimir Filat (* 1969)        | 25. září 2009      | 25. dubna 2013     | Filat II.        | Marian Lupu (2010–2012) |        | Liberálně demokratická strana Moldavska |                              |
| –  |                       | Iurie Leancă (* 1963)          | 25. dubna 2013     | 30. května 2013    | —                | —                       |        | Liberálně demokratická strana Moldavska | Nicolae Timofti (2012–2016)  |
| 9  | 30. května 2013       | Iurie Leancă (* 1963)          | 18. února 2015     | Leancă             | —                |                         |        | Liberálně demokratická strana Moldavska | Nicolae Timofti (2012–2016)  |
| 10 |                       | Chiril Gaburici (* 1976)       | 18. února 2015     | 22. června 2015    | 2014             | Gaburici                |        | nestraník                               | Nicolae Timofti (2012–2016)  |
| –  |                       | Natalia Ghermanová (* 1969)    | 22. června 2015    | 30. července 2015  | —                | —                       |        | Liberálně demokratická strana Moldavska | Nicolae Timofti (2012–2016)  |
| 11 |                       | Valeriu Streleț (* 1970)       | 30. července 2015  | 30. října 2015     | —                | Streleț                 |        | Liberálně demokratická strana Moldavska | Nicolae Timofti (2012–2016)  |
| –  |                       | Gheorghe Brega (* 1951)        | 30. října 2015     | 20. ledna 2016     | —                | —                       |        | Liberální strana                        | Nicolae Timofti (2012–2016)  |
| 12 |                       | Pavel Filip (* 1966)           | 20. ledna 2016     | 8. června 2019     | —                | Filip                   |        | Demokratická strana Moldavska           | Igor Dodon (2016–2020)       |
| 13 |                       | Maia Sanduová (* 1972)         | 8. června 2019     | 14. listopadu 2019 | 2019             | Sanduová                |        | Strana akce a solidarity                | Igor Dodon (2016–2020)       |
| 14 |                       | Ion Chicu (* 1972)             | 14. listopadu 2019 | 31. prosince 2020  | —                | Chicu                   |        | nestraník                               | Igor Dodon (2016–2020)       |
| –  |                       | Aureliu Ciocoi (* 1968)        | 31. prosince 2020  | 6. srpna 2021      | —                | Chicu                   |        | nestraník                               | Maia Sanduová (od 2020)      |
| 15 |                       | Natalia Gavrilitsaová (* 1977) | 6. srpna 2021      | 16. února 2023     | 2021             | Gavrilitsaová           |        | Strana akce a solidarity                | Maia Sanduová (od 2020)      |
| 16 |                       | Dorin Recean (* 1974)          | 16. února 2023     | úřadující          | —                | Recean                  |        | nestraník                               | Maia Sanduová (od 2020)      |